# Oddział Śląski Towarzystwa Przyjaciół Książki
Oddział Śląski Towarzystwa Przyjaciół Książki – stowarzyszenie kulturalne działające na terenie Śląska z siedzibą w Katowicach w latach 1968–2002.

## Historia
20.05.1968 r. w imieniu członków Warszawskiego Oddziału Towarzystwa Przyjaciół Książki zamieszkałych na Śląsku, Roman Chrząstowski zaprosił na spotkanie organizacyjne mieszkańców Śląska. W I tomie Kroniki Towarzystwa zanotowano: „Towarzystwo Przyjaciół Książki w Warszawie – obejmujące zasięgiem działalności cały kraj – nie mogło, ze względu na dzielącą je od poszczególnych ośrodków odległość, zabezpieczyć [sic!] częstych kontaktów ze swoimi członkami. Spotkania, odczyty, wystawy bibliofilskie i inne imprezy, organizowane w Warszawie przez Zarząd Główny Towarzystwa, odbywały się z reguły bez udziału członków z terenu. Stąd też w katowickim środowisku bibliofilskim, jednym z liczniejszych w kraju, zrodziła się myśl powołania do życia pierwszego Oddziału Towarzystwa Przyjaciół Książki z siedzibą w Katowicach w celu rozwijania działalności analogicznej do prowadzonej w Warszawie”.
TPK działało na podstawie Statutu zatwierdzonego 16.01.1958 r. przez Prezydium Rady Narodowej m.st. Warszawy, a uzupełnionego zmianami dotyczącymi tworzenia Oddziałów, zatwierdzonymi 10.05.1969 r. decyzją Urzędu Spraw Wewnętrznych Prezydium Rady Narodowej m.st. Warszawy. W rejestrze Stowarzyszeń i Związków nadano mu numer 589. Towarzystwo zamierzało inicjować i organizować zebrania, odczyty, dyskusje, wykłady, wystawy, konkursy, kiermasze i aukcje, urządzać wycieczki dla członków Towarzystwa do miejsc i instytucji związanych z książką, jej produkcją, przechowywaniem i rozpowszechnianiem, a także historią. Planowano wydawanie druków bibliofilskich lub materiałów wzorowych edytorsko bądź typograficznie, prowadzenie biblioteki działającej na rzecz bibliofilów, publikowanie materiałów propagujących miłośnictwo książki, przyznawanie dyplomów uznania za zasługi dla książki i bibliofilstwa.
Na spotkaniu inaugurującym działalność pierwszego w kraju Oddziału TPK z siedzibą w Katowicach zebrało się 41 osób, w tym 20 członków Towarzystwa (zamieszkałych w Katowicach, Bytomiu, Cieszynie, Dąbrowie Górniczej, Gliwicach, Opolu i Zabrzu). Na zachowanej liście obecności widnieją następujące, podane w kolejności alfabetycznej, nazwiska: Stanisław Bocianowski, Roman Chrząstowski, Franciszek German, Włodzimierz Goriszowski, Maria Hampel, Helena Karpińska, Janina Kłodnicka, Celestyn Kwiecień, Danuta Łęcka, Zbigniew Sokołowski, Jan Spólnicki, Barbara Stebnicka, Lucjan Stępień, Tadeusz Szutryk, Irena Waś, Stanisława Weberowa, Janina Wierzbowska, Marian Wojciechowski, Witold Zembrzuski oraz Witold Zwoliński. Wśród zaproszonych gości znaleźli się m.in. współzałożyciele Śląskiego Towarzystwa Miłośników Książki i Grafiki z 1938 roku: Piotr Stasiak, Paweł Steller i Ludwik Brożek. Dwaj pierwsi na długie lata związali się z nowo powstałym katowickim Oddziałem Towarzystwa.

## Zarządy i członkowie
Na pierwszym spotkaniu wybrany został pierwszy Zarząd na 2-letnią kadencję. W jego skład weszli: Marian Wojciechowski (prezes), Roman Chrząstowski i Zbigniew Sokołowski (wiceprezesi), Franciszek German (sekretarz) oraz Stanisław Bocianowski (skarbnik). W ciągu 34 lat działalności jeszcze 13-krotnie wybierano nowe władze. Prezesurę sprawowali kolejno: Marian Wojciechowski (1968–1972, 2 kadencje), Stefan Kossek (1972–1976, 2 kadencje), Roman Chrząstowski (1976–1980, 1982–1985, 1990–1995, 5 kadencji), Janina Stolarzewiczowa (1980–1982, 1 kadencja), Aleksander Widera (1985–1990, 1 kadencja), Mieczysław Skinderowicz (1995–1998, 2 kadencje), Magdalena Skóra (1998–2001, 1 kadencja) i Krystian Szczęsny (2001–2002, 1 kadencja), który po rozwiązaniu OŚ TPK został prezesem ŚTMKiG.
Stowarzyszenie było elitarne ze względu na warunki, jakie musieli spełniać przyjmowani członkowie. Byli to ludzie nietuzinkowi – miłośnicy ksiąg, związani pasją lub wykonywanym zawodem z książkami i grafiką – pracownicy naukowi, literaci, redaktorzy, graficy, introligatorzy, drukarze, wydawcy, antykwariusze, księgarze czy bibliotekarze. W sumie Towarzystwo zgromadziło w swej dokumentacji deklaracje 246 osób.
Godność Członka Honorowego nadano w 1994 r.: Romanowi Chrząstowskiemu, Halinie Markiewiczowej, Józefowi Mayerowi i Franciszkowi Germanowi.

## Spotkania
Spotkania odbywały się co miesiąc. Siedzibą Towarzystwa była Izba Rzemieślnicza przy pl. Wolności (1968-1991), od 2.04.1991 do 17.03.1999 r. – Wojewódzka Biblioteka Publiczna przy ul. Ligonia 5/7, a od 17.03.1999 r. Biblioteka Śląska przy pl. Rady Europy 1. Na spotkaniach wygłaszali prelekcje, odczyty, gawędy i referaty zarówno członkowie Oddziału, jak i zaproszeni goście. W sumie odbyło się 347 zebrań bibliofilskich. Z czasem towarzyszyła im oprawa muzyczna, wizualna, a wreszcie – multimedialna. Pierwsze tego typu spotkanie odbyło się w grudniu 1973 r., kiedy to zapalony fotograf Józef Mayer zaprezentował przeźrocza z podróży odbytej w latach 60. i 70. XX w. po wybrzeżach Rumunii. Na zaproszenie z odczytami przyjeżdżali prelegenci z całej Polski. Byli to m.in.: Juliusz Wiktor Gomulicki, Janusz Odrowąż-Pieniążek, Maria Grońska, Aleksander Bocheński, Andrzej Kłossowski, Stanisław Strumph-Wojtkiewicz, Witold Szolginia, Józef Ondrusz, Michał Hilchen, Roman Tomaszewski. Z Watykanu przyjechał na spotkanie z bibliofilami ks. Marek Rostkowski. Swoje gawędy wygłaszały również osoby pochodzące z Katowic i najbliższej okolicy: Bolesław Lubosz, Antoni Halor, Edward Prus, Sabina Chromińska, Marta Straszna, Jan Pierzchała, Karol Musioł. Z rewizytą śląscy bibliofile wyjeżdżali 13 razy, głównie do Bochni, Warszawy i Wrocławia.
Prelegenci rozprawiali o ciekawych postaciach związanych z nauką, sztuką, a przede wszystkim z książką, grafiką czy ekslibrisem. Kolejnym tematem poruszanym na spotkaniach była działalność instytucji związanych z książką – zarówno z jej produkcją, jak i przechowywaniem oraz udostępnianiem. Wśród kolejnych tematów pojawiły się: polonica XVIII w., ekslibrisy, ruch bibliofilski, historia drukarstwa, książki, księgarstwa i bibliotek. Bibliofile prezentowali własne księgozbiory, opowiadali o sobie i swoich pracach. Dzielili się refleksjami po zjazdach bibliofilskich czy wernisażach, w których brali udział.
Miejscem zebrań były kolejne siedziby Towarzystwa. Spotykano się także w pracowni Pawła Stellera, w prywatnych mieszkaniach (u państwa Stellerów czy Bocianowskich, Aleksandra Szczęścikiewicza), muzeach czy bibliotekach.
Bibliofile wyjeżdżali 12 razy. Podczas wyjazdów zwiedzili m.in.: Państwowe Muzeum im. Przypkowskich w Jędrzejowie, Dworek Mikołaja Reja w Nagłowicach, Muzeum Świętokrzyskie w Kielcach, zbiory ks. majora Walentego Ślusarczyka w Nowej Słupi, Muzeum Śląskie we Wrocławiu, Jasną Górę, stałą wystawę poświęconą Janowi Wyplerowi w Kochłowicach oraz zabytki w Bochni, Brzegu, Cieszynie, Krakowie, Opolu, Pszczynie, Rudach Wielkich, Skoczowie, Tarnowie, a także zamek w Rogowie Opolskim. W 1977 r. zorganizowano wycieczkę do Czechosłowacji, gdzie bibliofile zwiedzili Pragę, Hradczany i Karlsztajn. Była to jedyna wyprawa komilitonów poza granice Polski.

## Działalność wystawiennicza
W czasie swojej ponad 30-letniej działalności zorganizowali lub byli współorganizatorami 55 wystaw. Prezentowali swoje prace lub zbiory bibliofilskie w muzeach, bibliotekach, klubach i profesjonalnych galeriach, m.in. w: Bytomiu, Cieszynie, Katowicach, Krakowie, Opolu, Poznaniu, Siemianowicach Śląskich, Warszawie i Zabrzu. Stałą wystawę prac zorganizował w swoim domu Zygmunt Szkocny. Ekspozycjom towarzyszyły wydawane druczki bibliofilskie prezentujące sylwetki bibliofilów czy wystawiane kolekcje.

## Działalność wydawnicza
Wydano 39 publikacji zwartych, kilkadziesiąt druków okolicznościowych, 48 „Komunikatów” ukazujących się z reprodukowaną okładką „Gazet Śląskich dla ludu polskiego”, 10 „Komunikatów” z okładką „Tygodnika Polskiego poświęconego włościanom”, 7 tomów kronik Towarzystwa, a także zaproszenia, afisze i katalogi aukcyjne drukowane głównie w zakładach katowickich: Uniwersytecie Śląskim, Bibliotece Śląskiej, Katowickich Zakładach Graficznych. Zlecano także prace drukarniom jędrzejowskim: Oficynie Muzeum im. Przypkowskich, „Exbudowi” czy Oficynie PP „Desa”, Oficynie Drukarskiej Książnicy Miejskiej im. M. Kopernika w Toruniu oraz pszczyńskiej Oficynie Drukarskiej Aleksandra Spyry. Wewnętrznym organem „prasowym”, informującym o wydarzeniach i działalności Oddziału, były nieregularnie ukazujące się „Komunikaty”. Od maja 1976 do czerwca 1995 roku wydano 47 numerów oraz 1 numer specjalny z okazji jubileuszu 25-lecia OŚ TPK z rysunkiem Gwidona Miklaszewskiego. Zaopatrzone były w okładki drukowane na papierze czerpanym z reprodukowaną winietą XVIII-wiecznego czasopisma, wydawanego we Wrocławiu w latach 1789–1806, noszącego tytuł „Gazety Śląskie dla Ludu Pospolitego”. Po wyborach w 1995 r. prezesem Towarzystwa został Mieczysław Skinderowicz, który kontynuował wydawanie „Komunikatów”, jednak zmienił rodzaj zamieszczanych w nich treści i ich formę. Przez kolejne lata ukazywały się z okładką zaopatrzoną w winietę „Tygodnika Polskiego Poświęconego Włościanom”. W ciągu trzech lat (1995–1997) ukazało się 10 numerów. Po 1997 roku zaprzestano ich wydawania.

### Publikacje

#### Bibliofilskie, numerowane
1. Mayer Józef, Humor bibliofilski. Katowice 1974.
2. Szolginia Witold, Ekslibrisy dla Jana Parandowskiego. Na słunecznym zygarzy. Katowice 1974.
3. W kręgu bibliofilów śląskich. Oprac. Marian Wojciechowski. Katowice 1972.
4. Parandowski Jan, Książka i pokój. Katowice 1975.
5. Bury Ryszard de, O miłości do ksiąg to jest Philobiblon (Fragmenty). Przeł. [z łac.] Jan Kasprowicz, do dr. przygot. Roman Chrząstowski, Janusz Kuśnierz, Józef Mayer. Katowice 1977.
6. Kwiecień Celestyn, Stanisław Ligoń (1879–1954). Katowice 1977.
7. Wantuła Jan, Najdawniejszy chłopski ekslibris polski. Katowice 1978.
8. Plantin Krzysztof, Szczęście tego świata. Sonet. Przeł. [z fr.] Irena Tabakowska, oprac. Józef Mayer. Katowice 1979.
9. Zbiory bibliofilów śląskich. Wystawa z okazji X-lecia Oddziału. Pod red. Romana Chrząstowskiego, wstęp C. Kwiecień. Katowice 1978.
10. Norwid Cyprian Kamil, Fortepian Chopina = Le piano de Chopin. Red. wyd. Roman Chrząstowski, przygot. do dr. Franciszek German i Józef Mayer. Warszawa Katowice 1980.
11. Rosprawa przygody starego żołnierza roku pańskiego 1595 uczyniona, Przedmowa książki do przechodzących, Zagadka bibliograficzna z lat 1825–1905. Oprac. Józef Mayer, do dr. przygot. Roman Chrząstowski. Katowice 1981.
12. Ziemba Jan, Najstarsze biblioteki Dąbrowy Górniczej. Red. Roman Chrząstowski, do dr. przygot. Józef Mayer. Katowice 1982.
13. Kwiecień Celestyn, Harcerskie dni krwi i chwały. Do dr. przygot. Roman Chrząstowski. Katowice 1982.
14. Stasiak Piotr, Śląskie Towarzystwo Miłośników Książki i Grafiki 1937–1939. Do dr. przygot. Roman Chrząstowski i Józef Mayer. Katowice 1983.
15. Wiszniowski Tobiasz, Do ksiąg. Przedmowa do „Trenów”. Do dr. przygot. Józef Mayer, oprac. Maria Skalicka. Katowice 1983.
16. Frantz Wiktor, Taki sobie felieton. Do dr. przygot. Roman Chrząstowski. Katowice 1983.
17. Zegadłowicz Emil, Gawęda poety z typografem (Fragmenty). Wybr. i notkę bibliogr. oprac. Danuta Musiołowa, pod red. Romana Chrząstowskiego. Katowice 1984.
18. Zaremba Jan, Na powrót zwłok generała Józefa Bema. Wiersz z 1929 r. Posł. opatrzył Józef Mayer, red. Roman Chrząstowski. Katowice 1984.
19. Gostomski Hieronim, Do Polski (Fragment). Oprac. Danuta Musiołowa i Grażyna Niewiadomska, pod red. Romana Chrząstowskiego. Katowice 1985.
20. Karasiński Jan, Sen metrampaża [wiersz]. Do dr. przygot. Roman Chrząstowski. Katowice 1985.
21. W 75 rocznicę urodzin Jana Sztwiertni. Do dr. przygot. Aleksander Widera, red. Roman Chrząstowski. Katowice 1986.
22. 75 lat Związku Harcerstwa Polskiego. Oprac. Roman Chrząstowski. Katowice 1986.
23. Na pięćdziesięciolecie Sekcji Bibliofilskiej w Katowicach. [Oprac. Roman Chrząstowski]. Katowice 1987.
24. Pistorius Szymon, Author deflet Silesiam, patriam suam. Oprac. Aleksander Widera. Katowice 1987.
25. To lubię, czyli Wypisy bibliofilskie oraz nowe satyryczne interpretacje znanych tekstów literackich ku uciesze bibliofilskiej braci. Zaprojektował Celestyn Kwiecień, il. Gwidon Miklaszewski, red. Roman Chrząstowski. Katowice 1987.
26. Dzień drukarza anno 1988, czyli Littera docet, littera nocet. Do dr. przygot. Roman Chrząstowski. Katowice 1988.
27. Stanisław Wilczek (1912–1978). Wspomnienie o przyjacielu oraz Katalog wystawy opraw książkowych wykonanych przez mistrza introligatorstwa artystycznego Stanisława Wilczka, Biblioteka Śląska w Katowicach, od 26 listopada do 4 grudnia 1988. Oprac. Roman Chrząstowski. [Katowice] 1988.
28. Katalog wystawy opraw książkowych wykonanych przez mistrzynię introligatorstwa artystycznego Helenę Karpińską, Biblioteka Śląska w Katowicach, od 26 listopada do 4 grudnia 1988. Oprac. Maria Skalicka. [Katowice] 1988.
29. Stanisław Wilczek (1912–1978). Wspomnienie o przyjacielu. Oprac. Roman Chrząstowski. Katowice 1988.
30. Musioł Danuta, Skalicka Maria, W kręgu bibliofilów śląskich 1968–1988. Katowice 1988.
31. Ostatni (?) list Jana Kasprowicza. Oprac. Roman Chrząstowski. Katowice 1992.
32. Zakrzewski Tadeusz, Tadeusz Pietrykowski 1895–1940. W służbie dobra i piękna książki polskiej. Katowice 1993.
33. Musioł Danuta, Dwudziestopięciolecie Oddziału Śląskiego Towarzystwa Przyjaciół Książki w Katowicach 1968–1993. Do dr. przygot. Roman Chrząstowski. Katowice 1994.
34. Poczet bibliofilów śląskich. Oprac. Krzysztof M. Kwiatkowski, Mieczysław J. Skinderowicz. Katowice 1995.
35. Sentencje biblioteczne Michała z Montaigne. Oprac. Mieczysław Skinderowicz. Katowice, Pszczyna 1996.
36. Statut Śląskiego Towarzystwa Miłośników Książki i Grafiki. Uchwalony na zebraniu konstytucyjnym dnia 26 kwietnia 1938 roku. Katowice 1998.
37. Poczet bibliofilów śląskich. Red. i realizacja edytorska Zbigniew Paweł Szandar. Katowice 1998.
38. Terlecki Tymon, Papierowa magia. Katowice 1998.
39. Skorupiński Zbigniew, Grudniowe sny. Katowice 2000.

#### Inne
1. 22 ekslibrisy członków Oddziału Śląskiego Towarzystwa Przyjaciół Książki. Katowice 1979.
2. Komunikaty Oddz[iału] Śl[ąskiego] TPK. Słowo wstępne Roman Chrząstowski. Cz. 1–2. Katowice 1976–1995.

## Biblioteka
1.12.1970 r. założono bibliotekę-archiwum. Rok później w „Komunikacie TPK” ukazał się Apel Oddziału Śląskiego, na podstawie którego można scharakteryzować profil księgozbioru, jaki chcieli uzyskać jego organizatorzy. Oddział Śląski „zaapelował do swoich członków i sympatyków o składanie darów: książek, albumów, fotografii, rozpraw i czasopism (nawet pojedynczych numerów czy artykułów) związanych tematycznie z charakterem działalności Towarzystwa. Chodzi głównie o wydawnictwa z zakresu: bibliofilstwa, bibliografii, bibliotekarstwa, drukarstwa, grafiki książkowej, księgarstwa, papiernictwa i introligatorstwa artystycznego – rozwijających się na Śląsku. Szczególnie mile będą widziane książki napisane przez pisarzy śląskich, członków i sympatyków Śląskiego Oddziału TPK, przez nich przetłumaczone z języków obcych i z ich dedykacjami”. Nie wiadomo, kto zajmował się biblioteką-archiwum. Pierwsza oficjalna wzmianka na ten temat pojawiła się dopiero w 1994 r. Wówczas opiekę nad biblioteką oraz archiwum Towarzystwa przejął Antoni Gamon. W bibliotece znajduje się 290 dzieł. Każdy z egzemplarzy zaopatrzony jest w ekslibris OŚ TPK i przydzielony numer kolejny w bibliotece-archiwum.

## Bibliofile w mediach
Początkom działalności Oddziału towarzyszyło duże zainteresowanie społeczne. Znalazło to odbicie w zaproszeniach na nagrania nadsyłanych z redakcji radia i telewizji. Polskie Radio w Katowicach zrealizowało 9 nagrań, w czasie których kolejni prezesi (Marian Wojciechowski, Roman Chrząstowski i Magdalena Skóra) opowiadali o ruchu bibliofilskim oraz działalności OŚ TPK. Tematem audycji byli także członkowie Oddziału, ich życie zawodowe, twórczość, a przede wszystkim kolekcje. Mówiono o Franciszku Germanie (20.04.1970), Marianie Wojciechowskim (7.05.1972) oraz Józefie Mayerze (29.01.1973). O książkach opowiadał Roman Chrząstowski (18.02.1989). Bibliofilstwem zainteresowała się także Telewizja Katowice. Nakręcono 6 programów: zbiory Mariana Wojciechowskiego (13.06.1969, 24.01.1970, 9.06.1975) oraz Zygmunta Szkocnego. O bibliofilach opowiadali Roman Chrząstowski i Marian Wojciechowski (4.07.1970), natomiast Celestyn Kwiecień (17.05.1984) przedstawił historię ruchu bibliofilskiego w Polsce.

## Współpraca z ośrodkami bibliofilskimi
Członkowie Towarzystwa uczestniczyli w życiu kulturalnym zarówno miasta, jak i całego kraju. Otrzymywali zaproszenia na odczyty, wystawy, wernisaże, zjazdy, konferencje i sympozja. Mieli także możliwość uczestniczenia we wszystkich 13 walnych zjazdach delegatów TPK, które zorganizowano w: Warszawie (1969, 1971, 1973, 1979, 1986, 1992, 1998, 2002), Krakowie (1975), Jadwisinie (1977), Dusznikach-Zdroju (1983), Starym Sączu (1989) i Bochni (1995). Okazję do bibliofilskich spotkań na forum ogólnopolskim stwarzały zjazdy bibliofilów organizowane w Toruniu (1978), Lublinie (1985), Łodzi (1987), Poznaniu (1989) oraz Warszawie (1998). Śląscy bibliofile brali udział także w Piknikach Bibliofilskich w Ostrowcu Świętokrzyskim i Krzemionkach Opatowskich (1984 i 1985).

## Nagrody
Zasłużony Działacz Kultury: Roman Chrząstowski i Piotr Stasiak (1973), Stanisław Bocianowski i Stefan Kossek (1974), Danuta Musioł i Zbigniew Sokołowski (1980). Medal Komisji Edukacji Narodowej – Tadeusz Pach (1974). Krzyż Kawalerski Orderu Odrodzenia Polski – Józef Mayer (1977). Na VIII Walnym Zjeździe Delegatów w 1986 r. odznakę Zasłużony dla Towarzystwa Przyjaciół Książki przyznano Romanowi Chrząstowskiemu, Stefanowi Kossekowi i Józefowi Mayerowi. Ważnym wyróżnieniem bibliofilskiej pracy było nadawanie odznaczeń przez Kapitułę Orderu Białego Kruka. Otrzymywały je osoby zasłużone nie tylko dla wąsko pojętego kręgu bibliofilstwa, ale książki w ogóle. Wśród miłośników ksiąg ze Śląska Order Białego Kruka ze Słonecznikiem otrzymali tylko: Marian Wojciechowski (nadanie nr 10 z 1979 r.)i 4 lata później Roman Chrząstowski (nadanie nr 14 z 1983 r.). Członkowie Oddziału Śląskiego Towarzystwa Przyjaciół Książki zauważani i doceniani byli również poza kręgami stricte bibliofilskimi. 31.03.1987 r. Aleksander Widera został laureatem Nagrody im. Józefa Ligęzy za rok 1986. Wyróżnienie to otrzymał za bogaty i różnorodny dorobek twórczy. Rok później po raz pierwszy w historii wręczono Nagrodę im. Celestyna Kwietnia „Człowiekowi, który umiłował książkę”. Otrzymali ją Józef Mayer oraz Roman Chrząstowski (1988), a w następnej edycji Jerzy Kasperczyk (1989). W 1994 roku nagrodzony został Robert Borowy. Na wniosek Szkoły Podstawowej nr 33 w Katowicach, za działalność kulturotwórczą oraz inspirowanie uczniów do poznawania historii własnej dzielnicy, otrzymał on Honorową Odznakę „Młody Ślązak”. W maju 1996 r. Roman Chrząstowski „w dowód uznania budzącej podziw i szacunek działalności bibliofilskiej i kolekcjonerskiej”, z rąk innego bibliofila śląskiego Oddziału, prof. Jana Malickiego, dyrektora Biblioteki Śląskiej, otrzymał statuetkę Amicus Librorum. Następny rok przyniósł kolejną prestiżową nagrodę. 6.10.1997 r. prof. Jerzy Zieliński otrzymał nagrodę Lux ex Silesia (Światło ze Śląska). Przyznano mu ją „za wnoszenie trwałych wartości w kulturę duchową promieniującą z górnośląskiej ziemi”. W 1998 roku Śląski Oddział Katolickiego Stowarzyszenia Civitas Christiana postanowił uhonorować m.in. „za łączenie swych aspiracji z całością kultury polskiej i odczytywanie znaków czasu Ziemi Śląskiej” prof. Jana Malickiego. Wyróżnienie to zaowocowało wręczeniem laureatowi 19.12.1998 r. statuetki Śląskiej Nagrody im. Juliusza Ligonia. Rok później tę nagrodę przyznano również Romanowi Chrząstowskiemu.

## Rozwiązanie Oddziału Śląskiego Towarzystwa Przyjaciół Książki
Lata 80. i 90. XX w. to schyłek działalności towarzystw bibliofilskich. Autonomia kół wydawała się najlepszym rozwiązaniem. „Przeżył się” model organizacji centralnej zarządzającej pomniejszymi Oddziałami rozsianymi na terenie Polski. Dwa ostatnie walne zjazdy delegatów TPK, w Bochni (1995 r.) i Warszawie (1998 r.), poświęcone były szukaniu nowych rozwiązań. Padały różne propozycje: tworzenie własnych organizacji z możliwością powrotu do nazwy historycznej, utrzymanie obecnych struktur, odłączenie od Towarzystwa tylko ośrodka warszawskiego. Mimo iż na Śląsku zastanawiano się już wcześniej nad możliwością oderwania się od centrali warszawskiej i powrotu do przedwojennej nazwy, to jednak na pierwszy krok zdobyli się bibliofile Oddziału Warszawskiego. Rozwiązanie tego Oddziału powodowało de facto likwidację struktur krajowych. Na statutowym zebraniu sprawozdawczo-wyborczym, 22.02.2001 r., podjęto uchwałę: „Walne Zebranie Członków Oddziału Warszawskiego TPK postanawia zwrócić się do Zarządu Głównego TPK o rozwiązanie Oddziału Warszawskiego po zarejestrowaniu Towarzystwa Bibliofilów Polskich w Warszawie, nie wcześniej jednak niż po zakończeniu statutowego Walnego Zjazdu delegatów, jesienią 2001 roku. Towarzystwo Bibliofilów Polskich w Warszawie będzie kontynuatorem najlepszych tradycji TBP w Warszawie założonego w 1921 roku oraz niezwykle zasłużonego dla bibliofilstwa w latach powojennych Towarzystwa Przyjaciół Książki, a potem jego Oddziału Warszawskiego”. Na XIII Zjeździe Delegatów TPK w Warszawie, który zorganizowano 16.03.2002 r., podjęto uchwałę o rozwiązaniu Towarzystwa Przyjaciół Książki. 30 września tegoż roku. 4.06.2002 r. śląscy bibliofile postanowili kontynuować swoją działalność w nawiązaniu do tradycji przedwojennego Śląskiego Towarzystwa Miłośników Książki i Grafiki, a także przyjąć pierwotną nazwę.